# 尼库·弗拉德
尼库·弗拉德（羅馬尼亞語：Nicu Vlad，1963年11月1日—），罗马尼亚男子举重运动员。他曾代表罗马尼亚参加1984年、1988年、1992年和1996年夏季奥林匹克运动会举重比赛，获得一枚金牌、一枚银牌和一枚铜牌。